# Waltersberg (Pfälzerwald)
Der Waltersberg ist ein Berg im Pfälzerwald.

## Geographie

### Lage
Der Waltersberg liegt im Landkreis Südliche Weinstraße und ist Teil eines Höhenzuges, der sich vom Forsthaus Heldenstein bis zum Waldpass Drei Buchen zieht. Östlich erstreckt sich der Frankenberg, südöstlich der Roßberg, südwestlich der Harzofenberg (556,4 m ü. NHN), nordwestlich der Hermeskopf und nordöstlich der Küchenkopf (563,8 m ü. NHN). Seine Südflanke gehört zur Ortsgemeinde Ramberg, der mittlere Teil zu einer Waldexklave der Gemeinde Roschbach und die Nordflanke zu einer Waldexklave von Edesheim. Der 523,8 m ü. NHN hohe Drenselberg bildet seinen Südostläufer. An seiner Südwestflanke entspringt der Waltersbach, entlang der Ostflanke fließt der Modenbach durch das nach ihm benannte Tal. Der Berg ist somit Bestandteil der Wasserscheide zwischen Dernbach und Modenbach.

### Naturräumliche Zuordnung
Zusammenfassend folgt die naturräumliche Zuordnung des Waltersberges folgender Systematik:
- Großregion 1. Ordnung: Schichtstufenland beiderseits des Oberrheingrabens
- Großregion 2. Ordnung: Pfälzisch-Saarländisches Schichtstufenland
- Großregion 3. Ordnung: Pfälzerwald
- Region 4. Ordnung (Haupteinheit): Mittlerer Pfälzerwald
- Region 5. Ordnung: innere Waldgebiete

## Charakteristika
Beim Waltersberg handelt es sich um einen langgezogenen Rückenberg. Er ist vollständig bewaldet, wobei dichte Mischwälder dominieren.

## Bauwerke
Im Südosten auf dem Drenselberg befindet sich die Ruine der Burg Meistersel. 

## Tourismus
Der Gipfelbereich ist auf Waldwegen erreichbar; potentielle Ausgangspunkt für Wanderungen ist der Waldparkplatz Drei Buchen. Entlang der Ostflanke verläuft der Saar-Pfalz-Weg, der die Kennzeichnung Schwarzer Punkt auf weißem Balken trägt und von Saarbrücken bis nach Rülzheim führt.